# Muspa
Muspa era el nom d'una vila i un grup d'amerindis de Florida en el període històric antic, des del primer contacte amb els espanyols fins a la desaparició dels pobles indígenes de la Florida, a finals de segle XVIII.
La vila de Muspa ser probablement en o prop de Marco Island, a l'extrem nord de les Ten Thousand Islands. Un mapa col·loca Punta de Muspa al cap Sable, però altres mapes la col·loquen a Cap Romano, just al sud de l'illa de Marco. El primer esment registrat de Muspa va ser fet per Hernando de Escalante Fontaneda, qui va viure durant molts anys com un captiu dels calusa fins al seu rescat en 1566. Fonteneda nomena Muspa en dues llistes diferents (en la seva Memoria i Memorial) de pobles subjectes al cap calusa. La posició del nom en les llistes implica que Muspa estava en algun lloc a la costa sud-oest de Florida entre la capital calusa, que es creu que estava a Mound Key i cap Sable. Les declaracions donades per missioners franciscans expulsats pel cap Calusa en 1697 també situen Muspa en o a prop de Marco Island.
Marco Island es troba al districte Ten Thousand Islands de l'àrea de la cultura Glades, tal com es defineix en l'arqueologia. Al voltant de 1300, els estils de la ceràmica i artefactes a l'illa de Marco van canviar a ser molt similars als de la cultura Caloosahatchee, practicat pel poble calusa cap al nord, la qual cosa indica una estreta aliança amb els calusa o la seva absorció.
Muspa va ser un important sub-cacicat sota el cap calusa. El 1623 Muspa va ser nomenada pels espanyols com un dels cinc llocs al sud de la Florida on buscaven un tresor que podia haver estat recuperat pels indis de la Florida de la flota del tresor de 1622. Quan els missioners franciscans van ser expulsats de la capital Calusa en 1697, van ser escortats als Keys de Florida pel cap de Muspa.
Muspa, juntament amb tot el territori Calusa, va ser objecte de freqüents incursions a principis del segle xvii dels muscogee i yamasee aliats amb els anglesos de la província de Carolina. Els refugiats de tots els pobles indígenes del sud de la Florida van tractar de fugir a Cuba. El cap de Muspa era entre els 270 refugiats que van arribar a Cuba en 1711 juntament amb la major part dels altres refugiats, on va morir poc després.
Els pobles indígenes del sud de la Florida, incloent els Muspa, amb el temps havien desaparegut majoritàriament qun la Florida va ser transferida d'Espanya a Gran Bretanya en 1763. Els pobles que viuen a la zona de Charlotte Harbor al segle xviii i principis del segle xix van ser anomenats "Muspa", i durant molt temps es va suposar que eren restes dels calusa. Els amerindis que viuen a la zona es van associar amb els ranxos pescadors hispanocubans, i actualment els historiadors han arribat a la conclusió que, almenys en el segle xix, la majoria d'aquests pobles eren descendents dels muskogi, que en altres parts de la Florida que es va conèixer com a seminola.